# Аквапарк
Аквапарк или водени парк је забавни парк који садржи водене садржаје, на пример водене тобогане, водена игралишта или слично.
У Србији аквапаркови се налазе у Бачком Петровцу, Јагодини, Аранђеловцу, Сокобањи и Врњачкој бањи.

## Галерија
- Аквапарк у Јагодини
- Аквапарк у Португалији
- Аквапарк Татраландија у Словачкој
- Аквапарк у Пољској
- Аквапарк у Америци